# Скатинське
Ска́тинське (рос. Скатинское) — село у складі Комишловського району Свердловської області. Входить до складу Заріченського сільського поселення.
Населення — 732 особи (2010, 718 у 2002).
Національний склад станом на 2002 рік: росіяни — 90 %.